# Јаблоне в Подјештједи
Јаблоне в Подјештједи (чеш. Jablonné v Podještědí) град је у Чешкој Републици. Град се налази у управној јединици Либеречки крај, у оквиру којег припада округу Либерец.

## Становништво
Према подацима о броју становника из 2014. године град је имао 3.672 становника.